# Frank Edwards
Frank Allyn Edwards (ngày 4 tháng 8 năm 1908 – ngày 23 tháng 6 năm 1967) là một nhà văn và phát thanh viên người Mỹ, và là một trong những người tiên phong trong lĩnh vực phát thanh. Ông đã tổ chức một chương trình radio phát sóng trên khắp Hoa Kỳ trong những năm 1940 và 1950. Cuối đời, ông cũng trở nên nổi tiếng với hàng loạt cuốn sách ăn khách viết về UFO và các hiện tượng huyền bí khác.

## Tiểu sử

### Thân thế và sự nghiệp
Frank Edwards chào đời tại Mattoon, Illinois, Edwards được phát sóng trên đài phát thanh tiên phong KDKA trong thập niên 1920, khiến ông trở thành một trong những người phát thanh chuyên nghiệp sớm nhất.
Trong suốt thập niên 1930, Edwards tiếp tục sự nghiệp của mình trong lĩnh vực phát thanh truyền hình, nhưng cũng làm thêm nhiều công việc khác, bao gồm cả thời gian làm một tay golf chuyên nghiệp. Ông được Bộ Ngân khố Hoa Kỳ thuê mướn nhằm xúc tiến việc bán trái phiếu chiến tranh trong Thế chiến II.

### Đài phát thanh quốc gia, UFO và tranh cãi
Sau Thế chiến II, Mutual Broadcasting System đã tuyển Edwards vào làm người dẫn chương trình tin tức và quan điểm trên toàn quốc do Liên đoàn Lao động Hoa Kỳ tài trợ. Chương trình của Edwards tỏ ra thành công và trở nên nổi tiếng trên toàn quốc.
Năm 1948, Edwards nhận được một bản sao trước của ấn phẩm The Flying Saucers Are Real, một bài báo trên tạp chí do Thiếu tá Thủy quân lục chiến Mỹ đã về hưu Donald E. Keyhoe viết. Dù mối quan tâm đến các báo cáo UFO đều được công khai rộng rãi từ năm 1947, Edwards vẫn bị thu hút bởi tuyên bố của Keyhoe rằng quân đội Mỹ biết rõ đĩa bay thực sự là phi thuyền ngoài hành tinh. Edwards bắt đầu đề cập đến UFO trên chương trình phát thanh của mình và viết một số cuốn sách về chủ đề này.
Ông bị sa thải khỏi chương trình phát thanh năm 1954, vì những lý do vẫn chưa rõ. Mối quan tâm của ông đối với UFO được cho là một yếu tố, nhưng biên tập viên và bạn của Edwards là Rory Stuart cho biết, "[Chủ tịch AFL] George Meany nhấn mạnh rằng Frank Edwards không đề cập đến bất kỳ lãnh đạo lao động CIO [liên đoàn lao động cạnh tranh] nào trong chương trình của mình. Anh ấy thẳng thừng từ chối và bị sa thải". Bất chấp hàng nghìn lá thư phản đối việc ông bị sa thải, Edwards vẫn không được phục chức.

### Sự nghiệp về sau
Sau khi bị Mutual sa thải, Edwards tiếp tục làm việc trong lĩnh vực phát thanh, chủ yếu là ở các đài địa phương nhỏ hơn. Ông đứng ra chủ trì và làm người dẫn chương trình radio tổng hợp mang tên Stranger Than Science, thảo luận về UFO và các Forteana khác. Năm 1959, ông cho xuất bản một cuốn sách với tựa đề tương tự, phần lớn là tập hợp các bài phát thanh của mình.
Từ năm 1955 đến 1959 và từ năm 1961 đến năm 1962, Edwards làm bình luận viên cho đài truyền hình WTTV ở Indianapolis. Ông làm cho đài phát thanh WXLW, cũng ở tại Indianapolis, vào năm 1964 và trở lại truyền hình trên WLWI vào năm 1965. Cuốn sách "Strange People" của ông kể lại cuộc phỏng vấn trên truyền hình được ghi hình vào ngày 3 tháng 10 năm 1961, với nhà ngoại cảm Peter Hurkos. Không biết liệu có chương trình nào trong số này tồn tại hay không. Trong thời gian làm việc tại WTTV, chương trình của ông là chủ đề thử nghiệm trong quảng cáo trang nhã năm 1958. Bộ phim trước buổi trình chiếu của ông có chứa thông điệp cao siêu "Hãy xem Frank Edwards" được chèn cùng với các thông điệp tương tự cho thịt xông khói. Cả hai đều không thành công trong việc thay đổi thói quen của người xem. Không rõ liệu Edwards có biết về các thí nghiệm hay không.
Edwards là người thường xuyên đóng góp cho Tạp chí Fate, và viết lời đề tựa cho bản tóm tắt của họ gọi là "Strange Fate".
Edwards xuất hiện trong chương trình Tonight Show thời đại Johnny Carson vào tháng 10 năm 1966. Tập này do hai ca sĩ Steve Lawrence và Eydie Gorme làm khách mời. Mặc dù Carson từng lưu lại các video của chương trình trước năm 1969, nhưng riêng mỗi tập này được cho là đã bị mất. Trên chương trình truyền hình, Gorme nhắc đến thực tế rằng cô ấy rất thích thú các chương trình khoa học viễn tưởng khác nhau, như Star Trek và Time Tunnel, và Edwards đề cập đến nhiều lần các chuyên gia nhìn thấy UFO để quảng cáo cho cuốn sách hiện tại của ông có tựa đề "Flying Saucers—Serious Business!"

### Cái chết
Đây là một trong những huyền thoại trong ngành UFO học khi Edwards qua đời vào ngày 24 tháng 6 năm 1967, đúng 20 năm từ sau vụ nhìn thấy "đĩa bay" nổi tiếng đầu tiên của Kenneth Arnold. Trên thực tế, Edwards đã qua đời vài phút trước nửa đêm ngày 23 tháng 6, nhưng cái chết của ông được công bố tại Đại hội Nhà Nghiên cứu UFO Khoa học ở thành phố New York vào ngày 24 tháng 6 năm 1967.

## Ấn phẩm
Những cuốn sách do Frank Edwards viết bao gồm:
- My First 10,000,000 Sponsors
- Strangest of All, New York: Lyle Stuart, 1956.
- Stranger Than Science, New York: Lyle Stuart, 1959.
- Strange World, New York: Lyle Stuart, 1964.
- Strange People
- Flying Saucers – Serious Business, New York: Lyle Stuart, 1966.
- Flying Saucers – Here and Now!